# Valotte
Valotte é o álbum de estreia do cantor de pop rock britânico Julian Lennon, lançado em 1984. Neste álbum, ficou nítida a semelhança dos vocais entre Julian e seu pai, o músico John Lennon, assassinado em Nova Iorque quatro anos antes do lançamento.

## Faixas
Todas as letras escritas por Julian Lennon, exceto onde indicado. 
| N.º | Título                  | Compositor                                 | Duração |  |
| 1.  | "Valotte"               | Lennon, Justin Clayton, Carlton Morales    | 4:15    |  |
| 2.  | "O.K. For You"          | Lennon, Clayton, Morales, Carmello Luggeri | 3:38    |  |
| 3.  | "On The Phone"          |                                            | 4:42    |  |
| 4.  | "Space"                 |                                            | 4:22    |  |
| 5.  | "Well I Don't Know"     |                                            | 4:35    |  |
| 6.  | "Too Late for Goodbyes" |                                            | 3:30    |  |
| 7.  | "Lonely"                |                                            | 3:50    |  |
| 8.  | "Say You're Wrong"      |                                            | 3:25    |  |
| 9.  | "Jesse" (China Burton)" |                                            | 3:48    |  |
| 10. | "Let Me Be"             |                                            | 2:12    |  |

## Posição nas paradas musicais
| Parada (1984/85)                      | Posição |
| ------------------------------------- | ------- |
| Austrália (Kent Music Report)         | 8       |
| 12                                    |         |
| Alemanha (Offizielle Deutsche Charts) | 60      |
| Japão (Japanese Albums Chart)         | 41      |
| Suécia (Sverigetopplistan)            | 15      |
| Nova Zelândia (RMNZ)                  | 15      |
| Reino Unido (Official Albums Chart)   | 20      |
| Estados Unidos (Billboard 200)        | 17      |

| Parada (1984)                       | Posição |
| ----------------------------------- | ------- |
| Canadá (Canadian Albums Chart)      | 76      |
| Parada (1985)                       | Posição |
| Austrália (Australian Albums Chart) | 63      |
| Canadá (Canadian Albums Chart)      | 34      |
| Estados Unidos (Billboard 200)      | 30      |